# Édouard Dagnet
Édouard Dagnet, né le 8 mars 1862 à Elbeuf et mort le 16 juillet 1939 à Bois-Guillaume, est un architecte français.

## Biographie

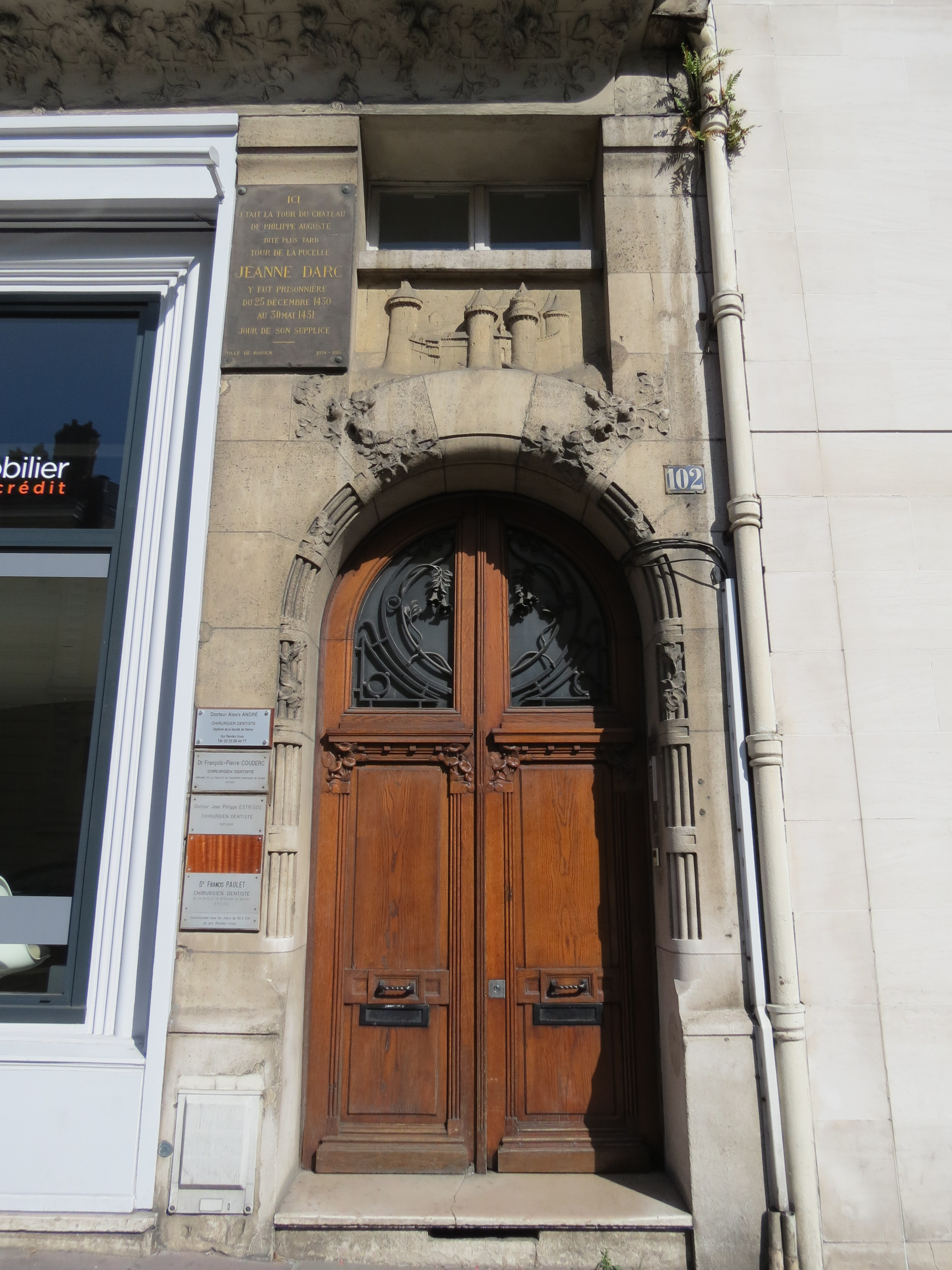
Porte no 102, rue Jeanne-d'Arc à Rouen.

Édouard Philippe Dagnet naît à Elbeuf, rue Royale le 8 mars 1862, fils de Philippe († 1888) et de Désirée Clémentine Carbonnier († 1886), marchands boulanger.
Il obtient son baccalauréat es sciences en 1879. Il se marie le 25 juin 1891 à Rouen avec Joséphine Jeanne Lecomte. Il vit alors au no 15 rue de Crosne à Rouen. 
Le couple a au moins une fille, Marie-Suzanne, et un fils, Jacques Édouard Dagnet (1898-1962), également architecte. Il se marie en 1925 à Neuilly-sur-Seine avec Marie Thérèse Madeleine Duchamp (1898-1979), sœur de Marcel Duchamp.
Il est établi 6 boulevard Cauchoise en 1898 puis 98bis rue Jeanne-d'Arc en 1909. Il est membre de la Société industrielle de Rouen et de la Société des architectes de la Seine-Inférieure et de l'Eure. Il est expert auprès des compagnies d'assurance.

## Principales réalisations
- Marquise de la brasserie Régis à Rouen - 1904[5]
- Brasserie de l'Opéra (détruite), 10 rue des Charrettes à Rouen - 1904[6].
- 102 rue Jeanne-d'Arc à Rouen - 1909
- 6 rue du Donjon à Rouen (démolie)
- rénovation du théâtre de l'Alhambra (devenu cinéma Omnia), rue de la République à Rouen - 1910

## Publications
- Édouard Dagnet et Anatole Laquerrière, Le Château du Bellay, Paris, s.d. [1903], 11 p., grand in-4°[7]